# Coelioxys annamensis
Coelioxys annamensis är en biart som beskrevs av Dusmet y Alonso 1915. Coelioxys annamensis ingår i släktet kägelbin, och familjen buksamlarbin. Inga underarter finns listade i Catalogue of Life.